# Elliott & Fry

Clarence Edmund Fry

Elliott & Fry bylo fotografické studio ve viktoriánském období a výrobce fotografického filmu, kterou založili v roce 1863 Joseph John Elliott a Clarence Edmund Fry. Firma se zabývala pořizováním a publikováním fotografií z viktoriánského veřejného a sociálního dění a významných osobností z oblasti umělecké, vědecké a politické. V roce 1880 firma provozovala tři studia a čtyři velké úložné archivy pro negativy, s tiskárnou v londýnském Barnetu.

## Historie
Firma vznikla na Baker Street 55 a 56 v Londýně a tyto prostory obývala až do roku 1919. Ve studiu zaměstnávala množství fotografů, byli to například Francis Henry Hart a Alfred James Philpott během éry Eduarda VII., Herbert Lambert a Walter Benington v letech 1920 - 1940 a později William Flowers. V průběhu druhé světové války bylo studio bombardováno a většina z nejstarších negativů byly ztraceny. Všechny negativy, které válku přežily vlastní National Portrait Gallery v Londýně. U firmy pracoval také anglický fotograf a vynálezce James Booker Blakemore Wellington.
U příležitosti stého výročí roku 1963 (někdy se udává rok 1965) studio pohltil ateliér Bassano and Vandyk fotografa Alexandra Bassana.

## Joseph John Elliott
Joseph John Elliott (14. října 1835 Croydon – 30. března 1903 Hadley Heath, poblíž Barnet) byl synem Johna a Mary Elliottových, vzal si sestru svého přítele Clarence Edmunda Frye Elizabethu Lucy Fryovou (24. června 1844 Plymouth - 23. února 1931), v Brightonu dne 20. srpna 1864, se kterou měli 4 syny a 3 dcery. Elliottovo partnerství s Fryem se rozpadlo 31. července 1887. Následné Elliottovo partnerství s jeho vlastním synem Ernestem C. Elliottem pokračovalo až do 31. prosince 1892.
Ernest sestavil fotografické album padesáti britských sportovců nazvanou Padesát lídrů britského sportu (Fifty Leaders of British Sport), kterou publikoval v roce 1904.

## Clarence Edmund Fry
Clarence Edmund Fry (1840 Plymouth - 1897) byl kolorista fotografií. V roce 1865 si vzal Sophii Dunkin Prideauxovou (* 1838 Modbury, Devon). Byl patronem malíře Huberta von Herkomera, který se v roce 1873 přestěhoval do Bushey, zřejmě proto, aby mohl být blízko svého mecenáše a začít studovat na Herkomerově umělecké škole.
Clarence byl nejstarším synem Edmunda Frye a Caroliny Mary Clarencové (1809-1879), oba byli členové Společnosti přátel neboli Kvakerů a Joseph Storrs Fry byl zakladatelem bristolské továrny na čokoládu.
Clarencovi sourozenci:
- Walter Henry Fry (* 1841, Plymouth)
- Hubert Oswald Fry (* 1843, Plymouth)
- Lucy Elizabeth Laughton Fry (* 1844, Plymouth)
- Allen Hastings Fry (* 1847, Plymouth)

V roce 1867 se druhý nejstarší syn Henry Walter Fry připojil k nejmladšímu bratrovi Allenu Hastingsovi Fryovi a založili fotografickou firmu W. & A. H. Fry sídlící na East Street 68 v Brightonu.

## Galerie

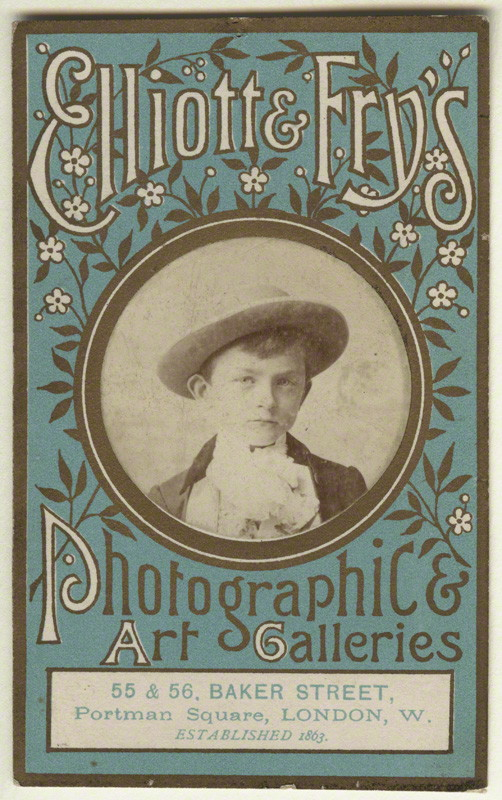
Albuminová carte de visite, 80. léta 19. století, 102 mm × 63 mm
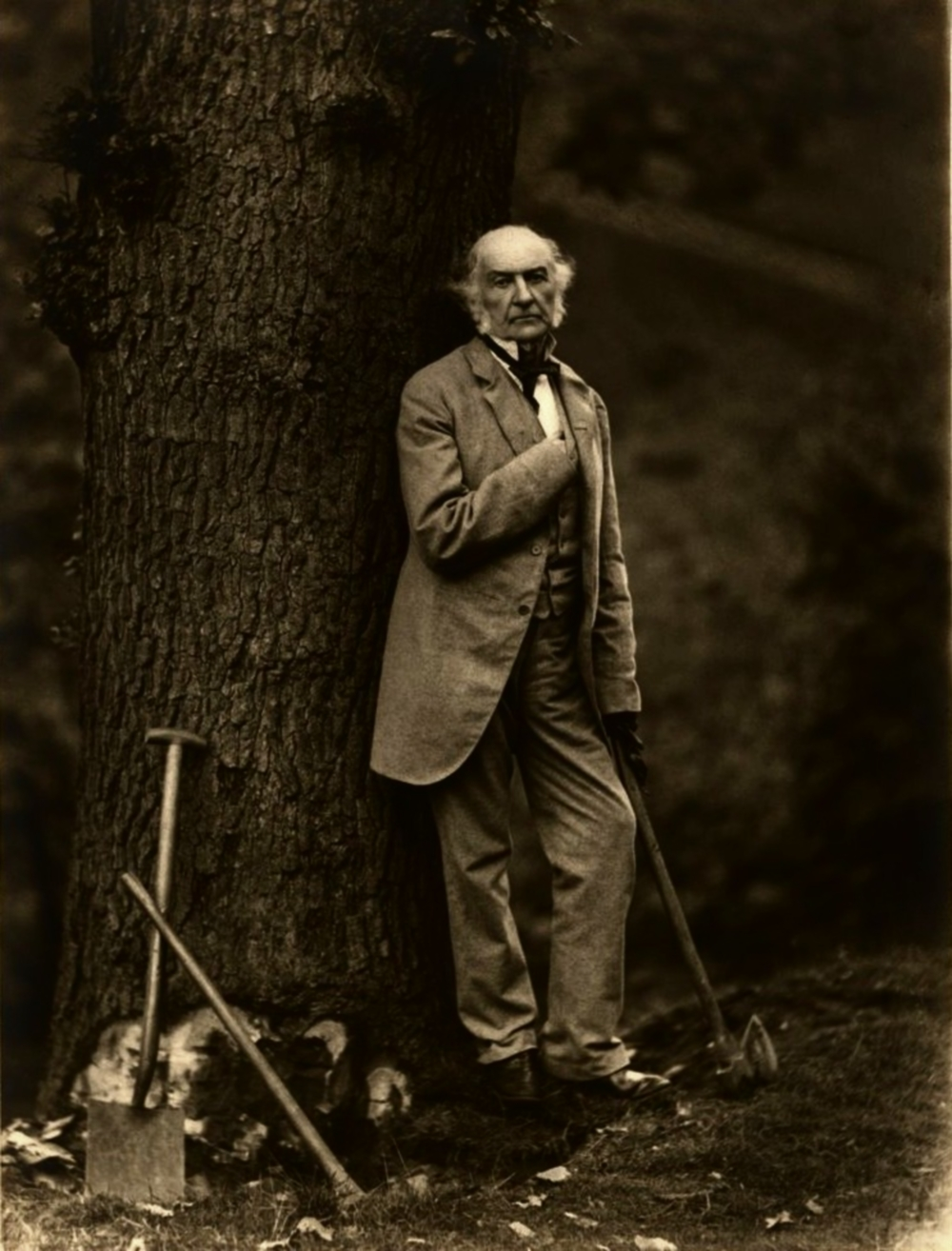
William Ewart Gladstone
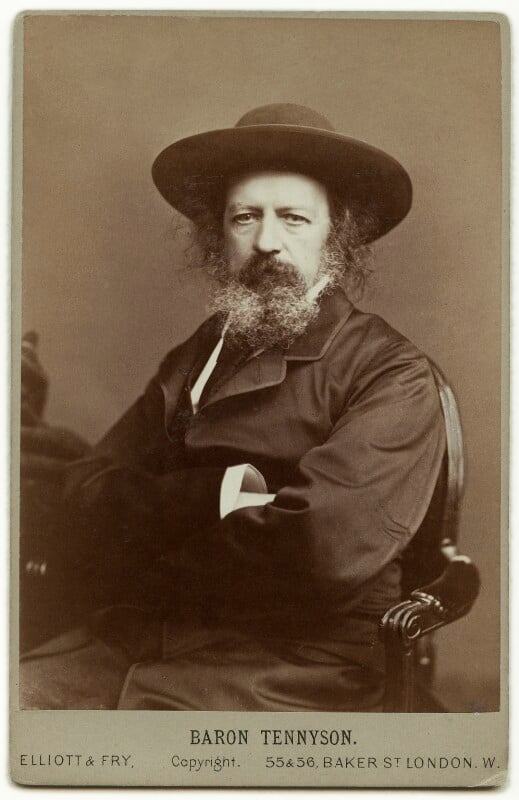
Alfred Tennyson, cca 1860
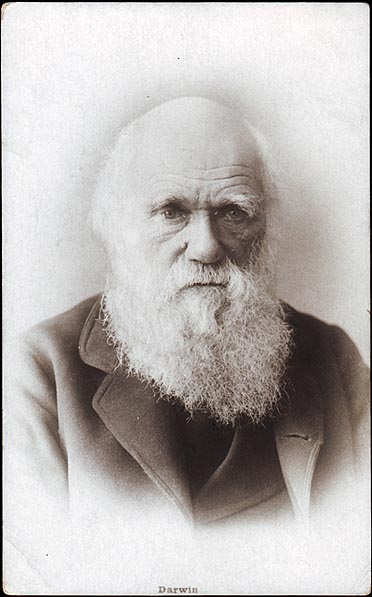
Charles Darwin, cca 1880
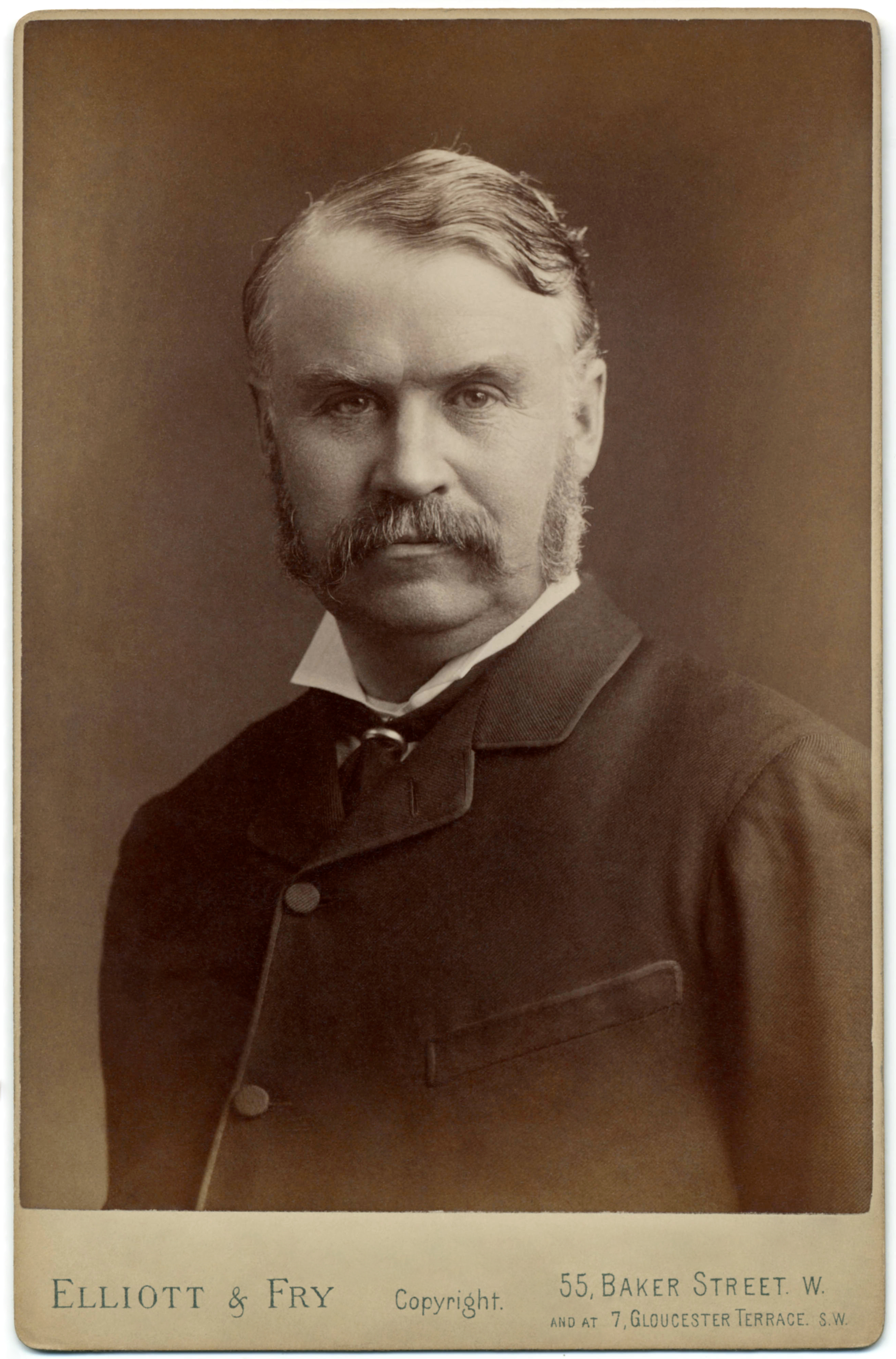
W. S. Gilbert
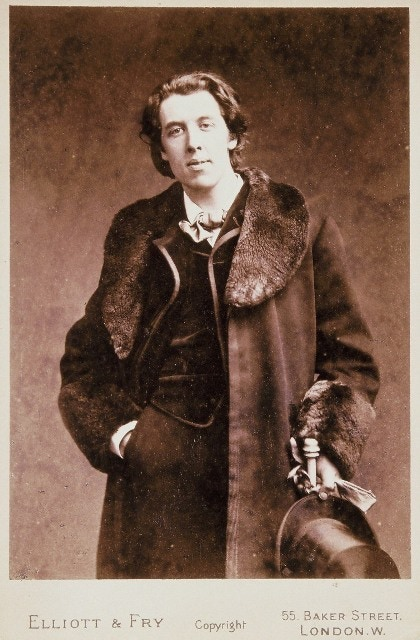
Oscar Wilde, 1881
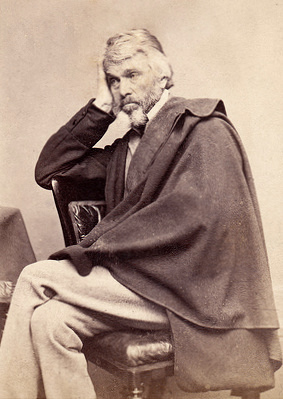
Thomas Carlyle
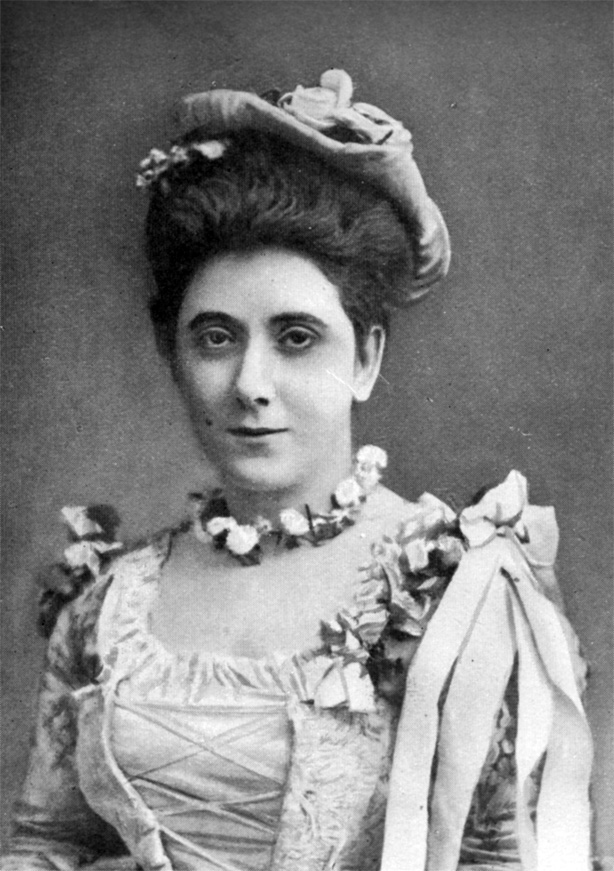
Leonora Braham
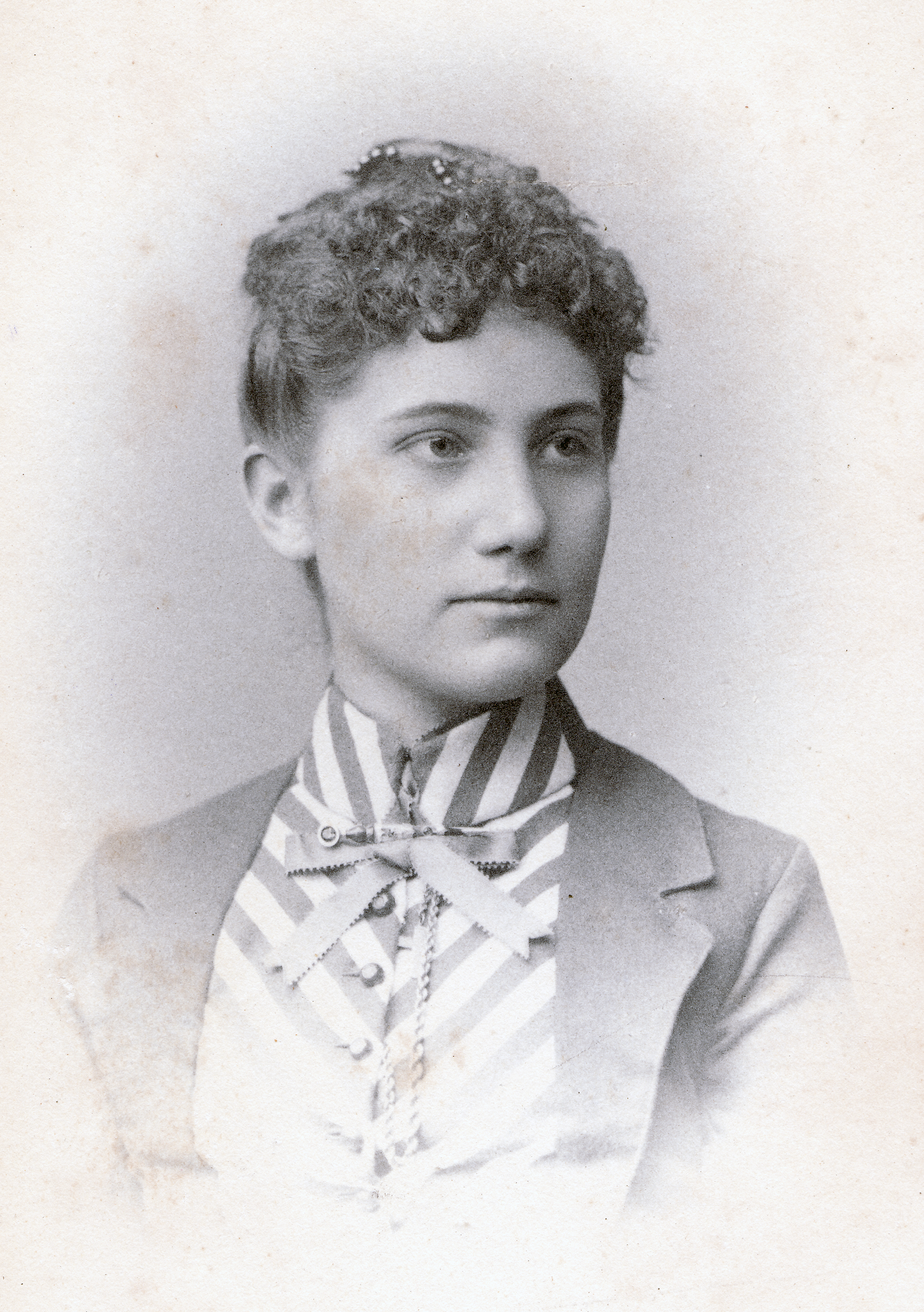
Ada Murray Metherall, před 1885
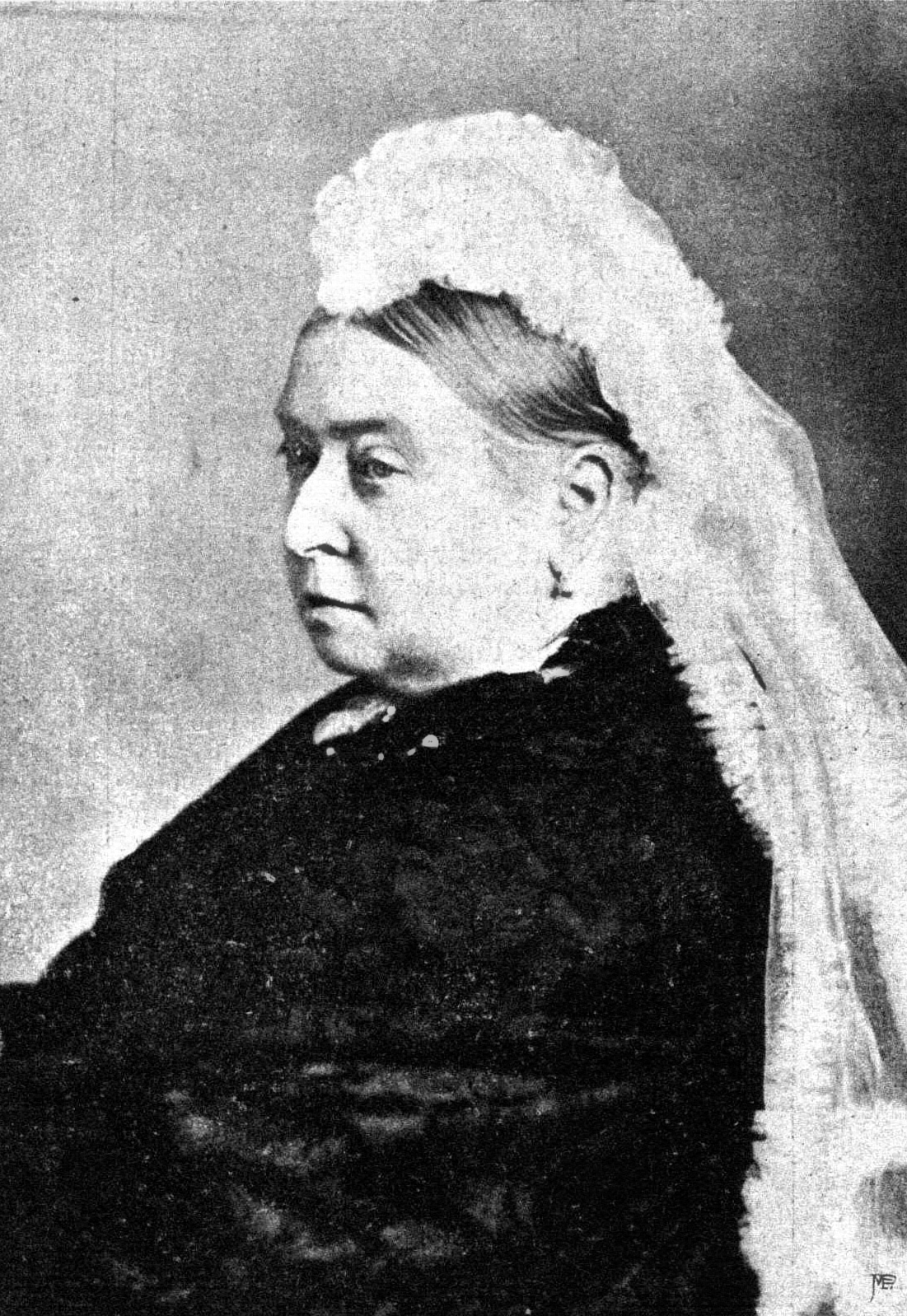
Královna Viktorie, 1897
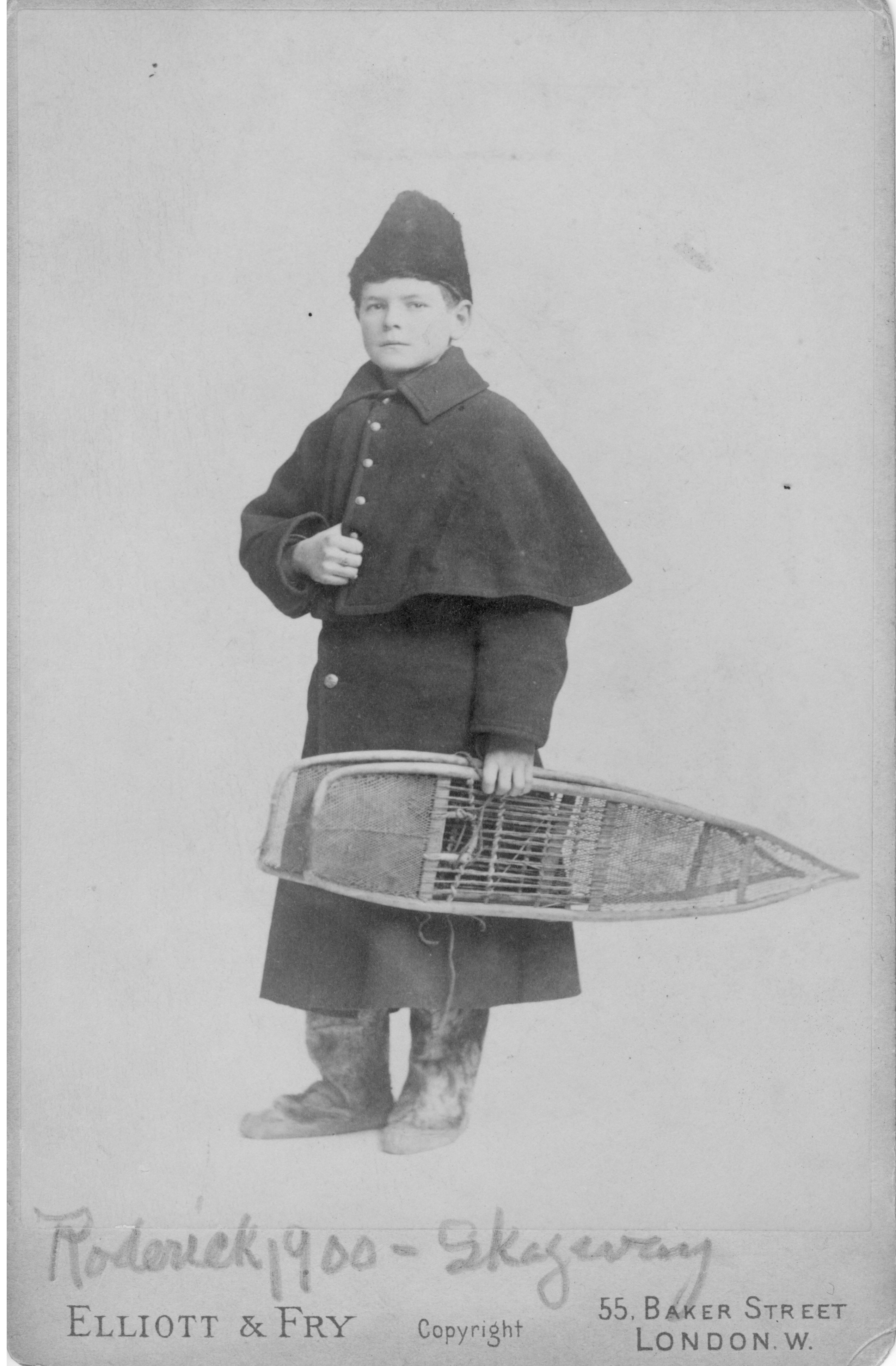
Roderick Burnham, Skagway, Aljaška
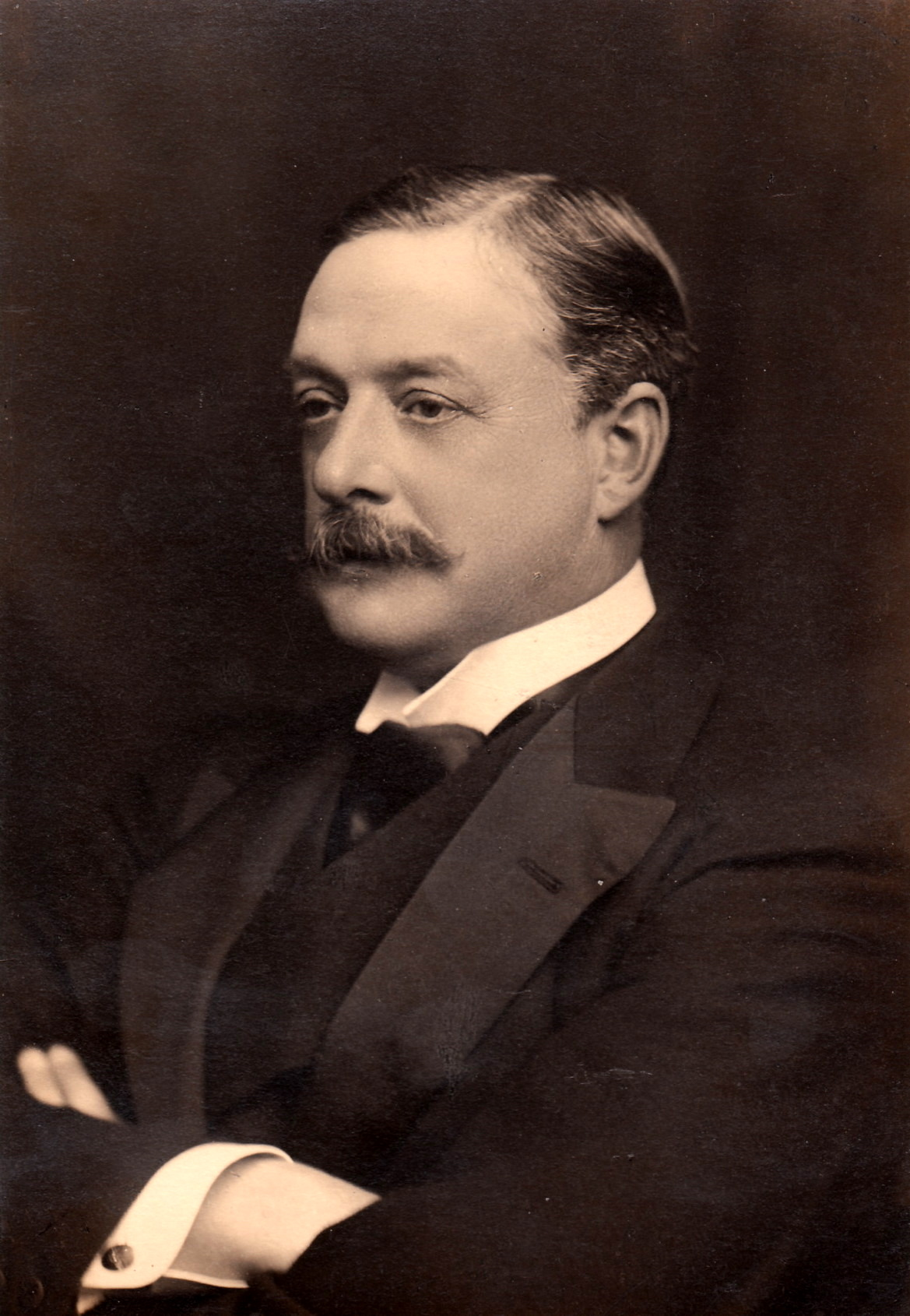
William Cavendish-Bentinck, 6. vévoda z Portlandu